# شهرستان اسوتین (واشینگتن)
شهرستان اسوتین، واشینگتن (به انگلیسی: Asotin County, Washington) یک شهرستان در ایالات متحده آمریکا است که در ایالت واشینگتن واقع شده‌است.

## خصوصیات
شهرستان اسوتین ۱٬۶۶۰٫۱۹ کیلومترمربع مساحت دارد.

## نگارخانه

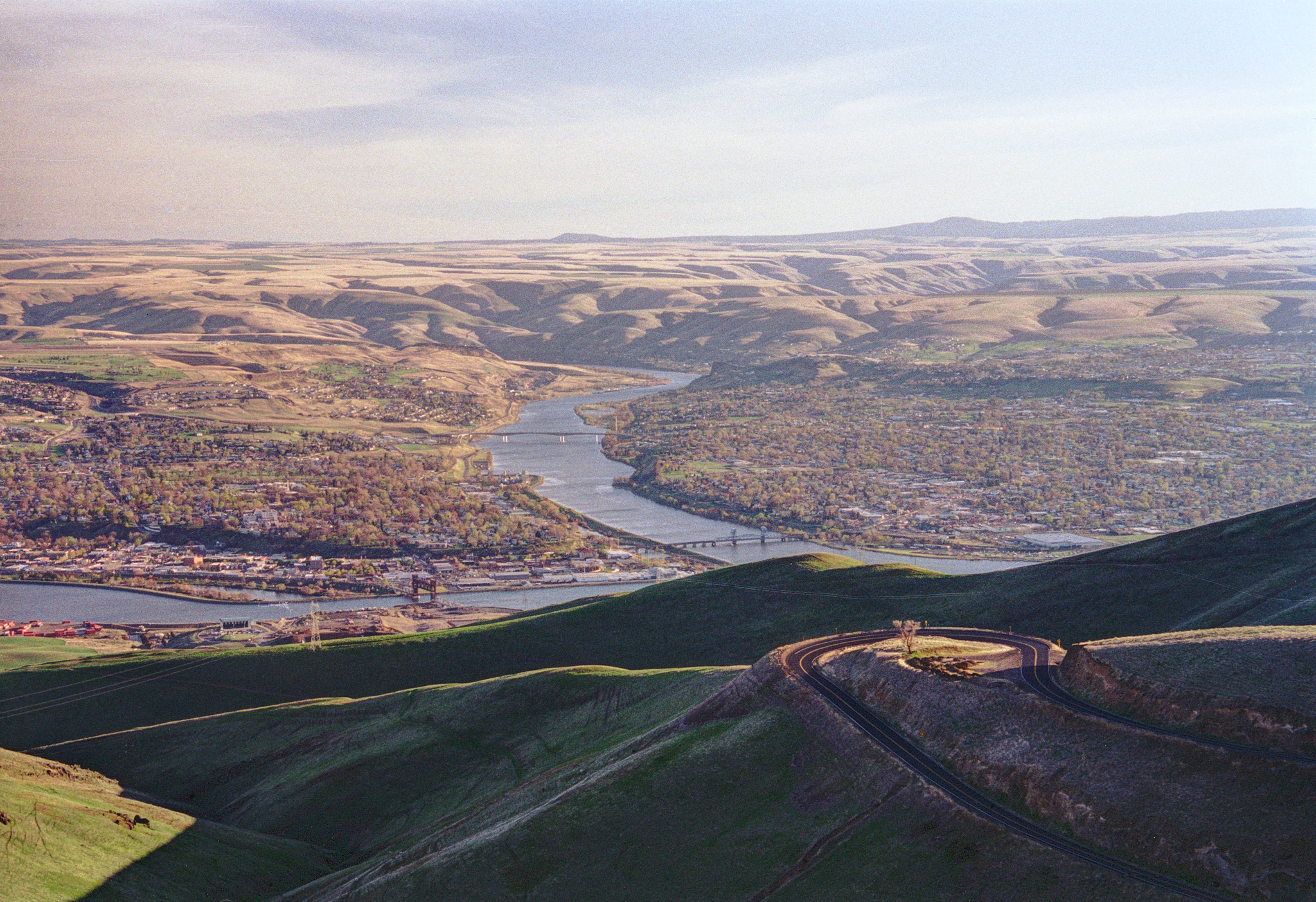
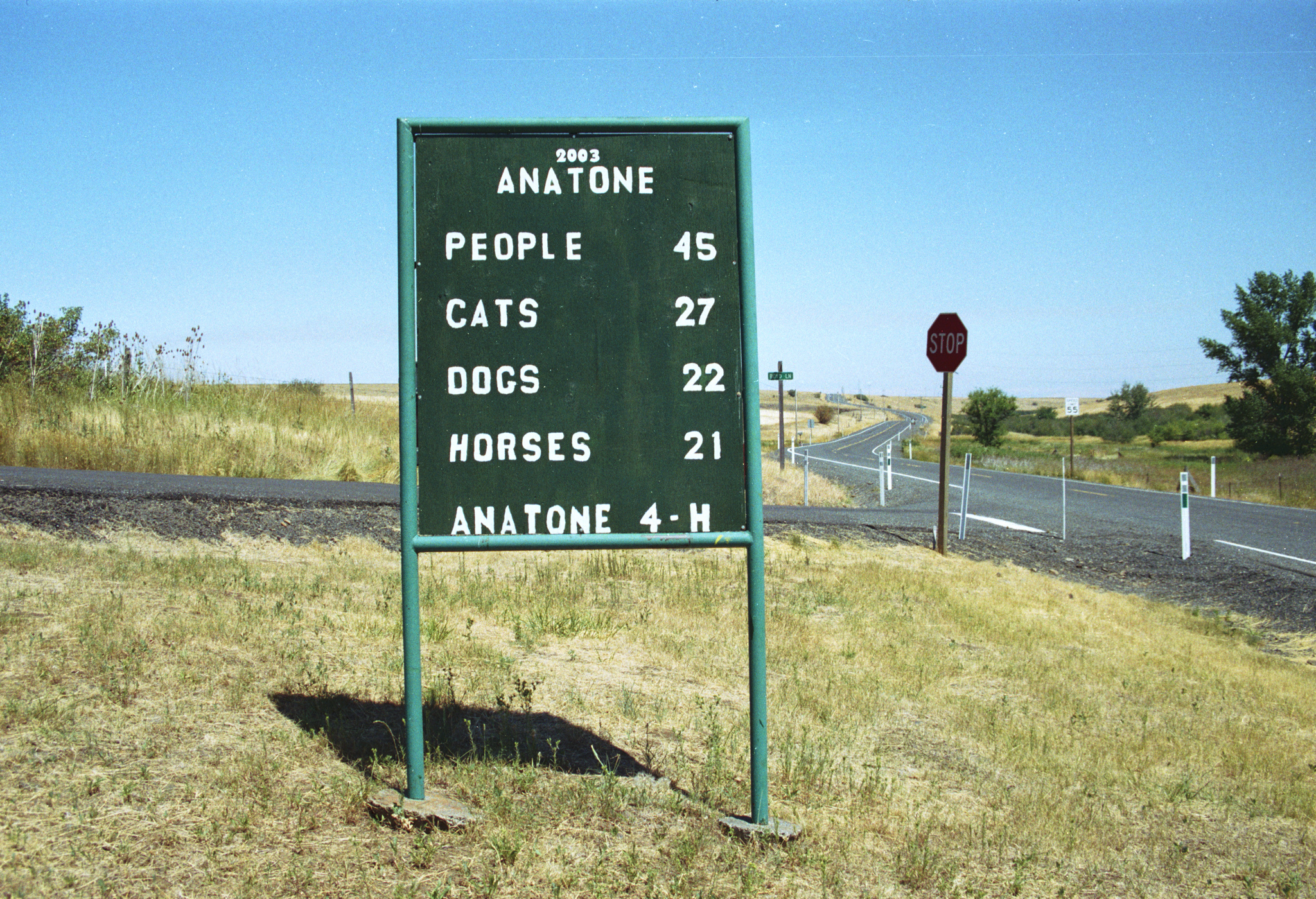
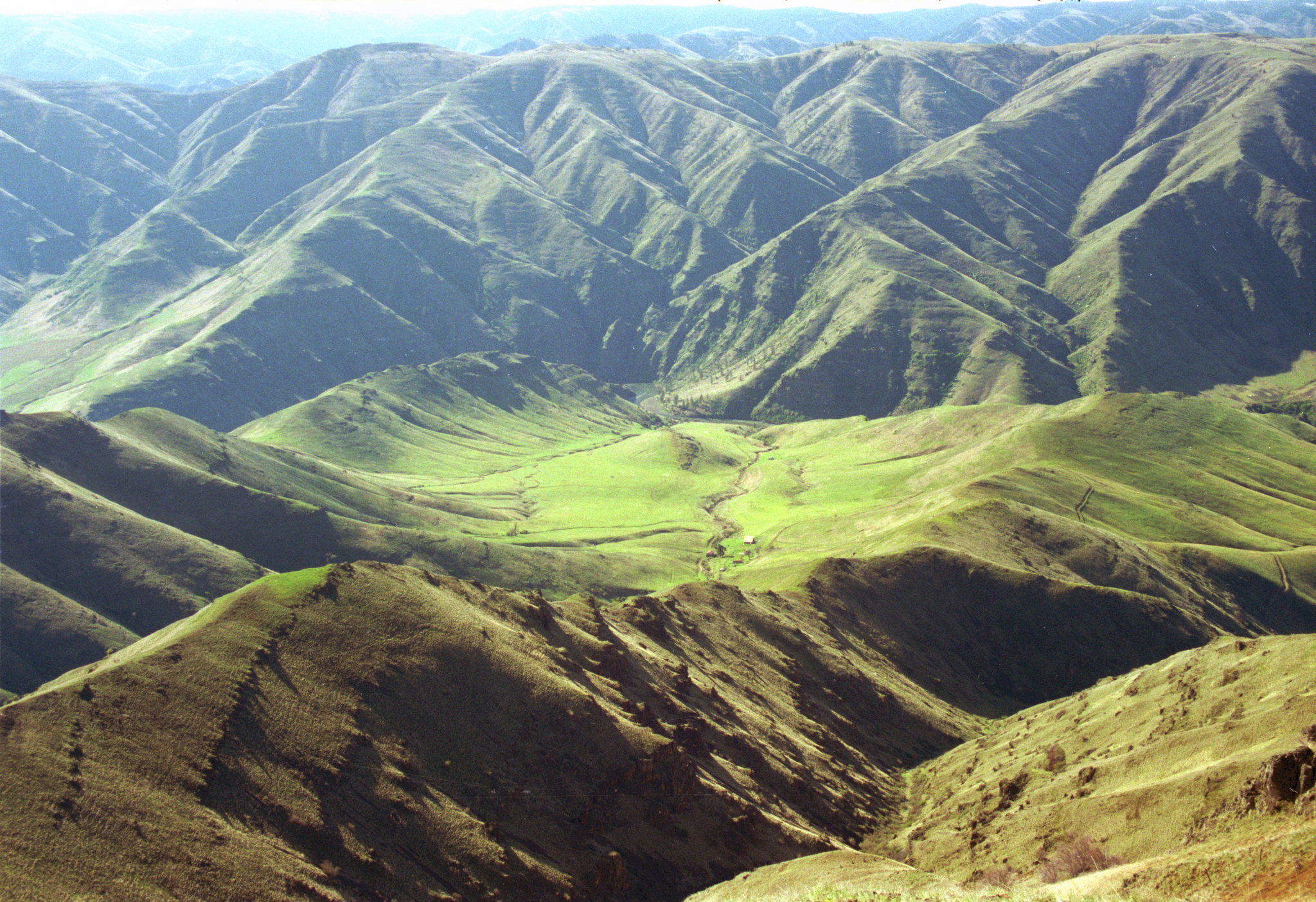